# Geumho-dong, Gwangyang
Geumho-dong (koreanska: 금호동) är en stadsdel i staden Gwangyang i Sydkorea. Den ligger i provinsen Södra Jeolla, i den södra delen av landet, 300 km söder om huvudstaden Seoul. Stadsdelen domineras av ett hamnområde och ligger på ön  Geumhodo som till större delen är konstgjord. 